# Хрисоху
Хрисоху̀ (на гръцки: Χρυσοχού) е село в Кипър, окръг Пафос. Според статистическата служба на Република Кипър през 2001 г. селото има 52 жители.
Намира се на 3 км южно от Полис.